# دايورينة
الدايورينة (الاسم العلمي: Diuridinae) هي تحت قبيلة من النباتات تتبع الفصيلة السحلبية من رتبة الهليونيات.

## أجناس الدايورينة
- الدايورة